# 佳能EF-M 55-200mm f/4.5-6.3 IS STM
佳能EF-M 55-200mm f/4.5-6.3 IS STM是由佳能公司生產的EF-M鏡頭。
鏡頭标有“STM”意即含有步进式对焦马达。IS则表示该镜头具有光学防抖特性。

## 關連項目
- 佳能 EF 24-70mm 鏡頭

## 外部連結
- canon.com: Canon EF-M 55-200mm f/4.5-6.3 IS STM （页面存档备份，存于）